# Piprites pileata
Piprites pileata là một loài chim theo truyền thống xếp trong họ Pipridae. Tên gọi thông thường trong tiếng Anh của nó là black-capped piprites, nghĩa đen là đớp ruồi đẹp chỏm đầu đen.
Trong phân loại gần đây cả SAAC và IOC xếp nó trong họ Tyrannidae, trong khi Ohlson đề xuất xếp nó trong họ riêng biệt là Pipritidae.

## Phân bố
Loài chim này được tìm thấy trong các khu rừng Đại Tây Dương, đặc biệt là với rừng thông Paraná (Araucaria angustifolia), mọc trong vùng cao nguyên ở độ cao 500-2.000 m; ở đông nam Brasil, như tại các bang Minas Gerais (trong khối núi Itatiaia và khu vực cận kề), Rio de Janeiro (gần đây chỉ tại Itatiaia, trừ ghi chép năm 1988 tại Visconde de Mauá), São Paulo (Serra da Bocaina và Campos do Jordão), Paraná (gần đây tại Fazenda Santa Rita), Santa Catarina (gần đây tại khu vực São Joaquim) và Rio Grande do Sul (Fazenda das Amoreiras và Aparados da Serra) cũng như ở đông bắc Argentina (tỉnh Misiones). Cho tới sự phát hiện lại năm 2006 tại Khu dự trữ sinh quyển Yabotí ở Argentina thì ghi chép được xác nhận duy nhất tại quốc gia này là mẫu vật thu được tại Tobuna (Misiones) năm 1959.
Tại khu vực này nó là hiếm và cục bộ, và vì thế nó được BirdLife International đánh giá là loài sắp nguy cấp. Nó chỉ được biết đến trong một số khu bảo tồn, như Vườn quốc gia Itatiaia tại bang Rio de Janeiro và Vườn bang Campos do Jordão tại bang São Paulo.